# 洛川県
洛川県（らくせん-けん）は、中華人民共和国陝西省延安市に位置する県。

## 行政区画
- 街道:鳳棲街道
- 鎮:旧県鎮、交口河鎮、老廟鎮、土基鎮、石頭鎮、槐柏鎮、永郷鎮
- 郷:菩堤郷